# Lobelia nicotianifolia
Lobelia nicotianifolia är en klockväxtart som beskrevs av Albrecht Wilhelm Roth och Schult.. Lobelia nicotianifolia ingår i släktet lobelior, och familjen klockväxter. Inga underarter finns listade i Catalogue of Life.

## Bildgalleri

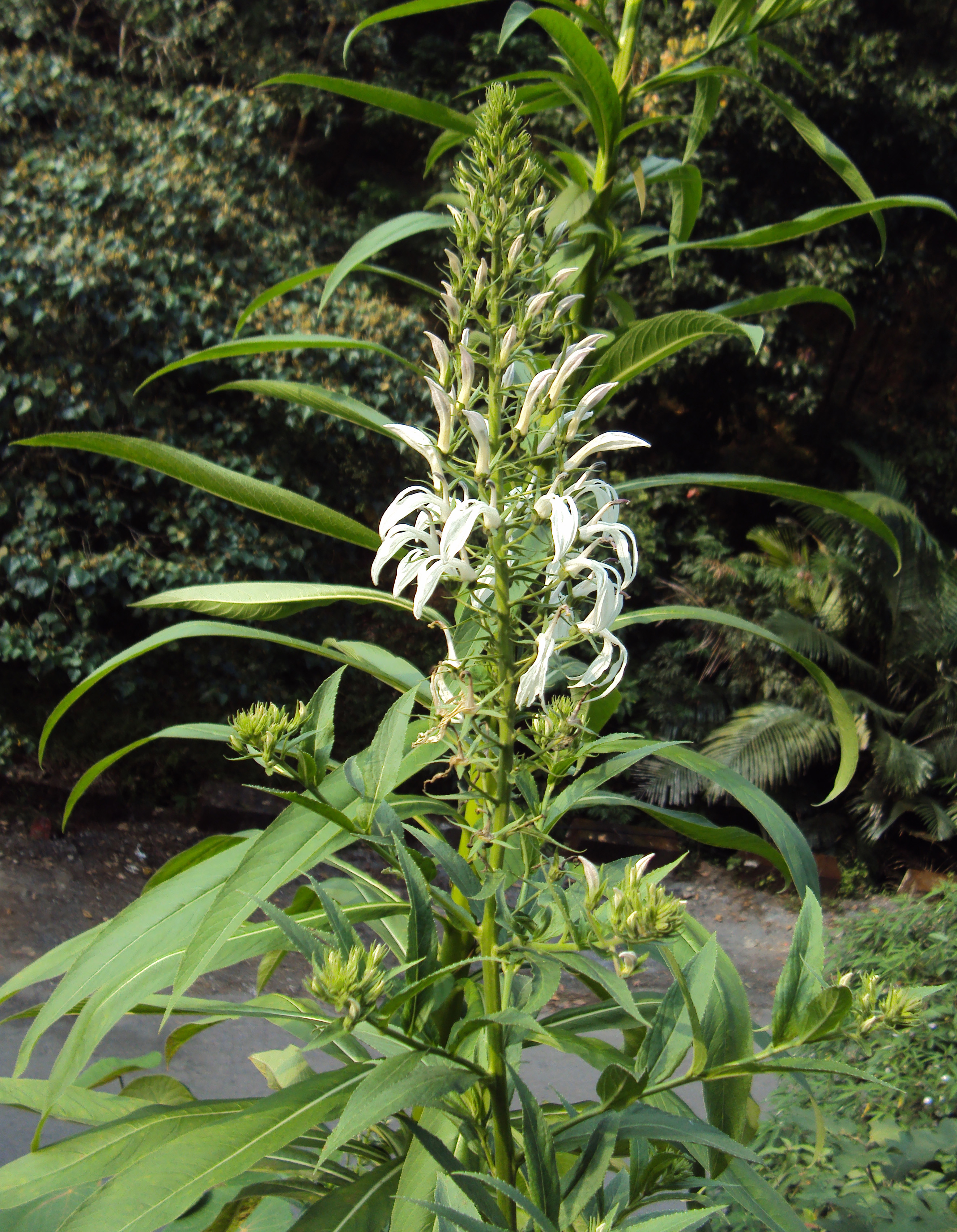